# Małe wiadomości DD
Małe wiadomości DD (tytuł zapisywany również pod postacią: Małe Wiadomości DD) – program informacyjny dla dzieci nadawany na antenie TVP1 w latach 1992–1994. Twórcą programu był Adam Górczyński. Czołówkę programu stworzył Krzysztof Marzec.
W programie występowała żółta kukiełka o imieniu DD oraz dziecięcy reporterzy. Z programem były związane m.in. Barbara Nowacka i Ewelina Ruckgaber. Małe wiadomości DD relacjonowały różne wydarzenia z Polski i reszty świata, nie unikając tematów trudnych dla młodego odbiorcy, tak jaki np. działalność Służby Bezpieczeństwa w Polsce Rzeczypospolitej Ludowej czy też konflikt zbrojne w byłej Jugosławii. W programie emitowano również wywiady z politykami, np. z Lechem Wałęsą i Hanną Suchocką.
Na mocy decyzji dyrektora TVP1 Macieja Pawlickiego emisję programu zakończono pod koniec 1994 roku. Na bazie programu powstało pismo Tygodnik Wiadomości DD.